# Amalia Wittelsbach (Pfalz-Birkenfeld)
Maria Amalia Augusta Wittelsbach (ur. 10 maja 1752 w Mannheimie, zm. 15 listopada 1828 w Dreźnie) – księżniczka Palatynatu-Birkenfeld, ostatnia księżna elektorowa i pierwsza królowa Saksonii, księżna warszawska.
Trzecie dziecko (pierwsza córka) księcia Fryderyka Michała Wittelsbacha i Marii Franciszki Wittelsbach. Jej dziadkami byli: Christian III Wittelsbach książę Palatynatu-Zweibrücken i Karolina Nassau-Saarbrücken oraz Józef Karol Wittelsbach hrabia Palatynatu-Sulzbach i Elżbieta Augusta Wittelsbach. Miała czwórkę rodzeństwa, m.in.: Karola Augusta księcia Palatynatu-Zweibrücken, Anne Marię księżną w Bawarii, Maksymiliana Józefa króla Bawarii. W linii żeńskiej była potomkiem przedstawicielek polskiej szlachty, m.in. z rodów: Radziwiłłów, Potockich i Mohyłów.
29 stycznia 1769 roku poślubiła elektora Saksonii Fryderyka Augusta Wettyna. Amalia urodziła czwórkę dzieci, jednak jedynie córka Maria Augusta przeżyła okres dzieciństwa. W 1806 roku jej mąż został pierwszym królem Saksonii, a na mocy układu w Tylży 7 lipca 1807 i w nawiązaniu do postanowień Konstytucji 3 maja został monarchą polskim jako władca Księstwa Warszawskiego.
Po aresztowaniu w 1813 roku przez króla Prus wraz z mężem przetrzymywana w Berlinie do zakończenia Kongresu Wiedeńskiego. W tych trudnych chwilach wsparcia udzielała jej księżna Luiza z Hohenzollernów Radziwiłłowa, która składała częste i pełne szacunku wizyty królowej i królowi Saksonii.
Zmarła w Dreźnie półtora roku po mężu.

## Galeria

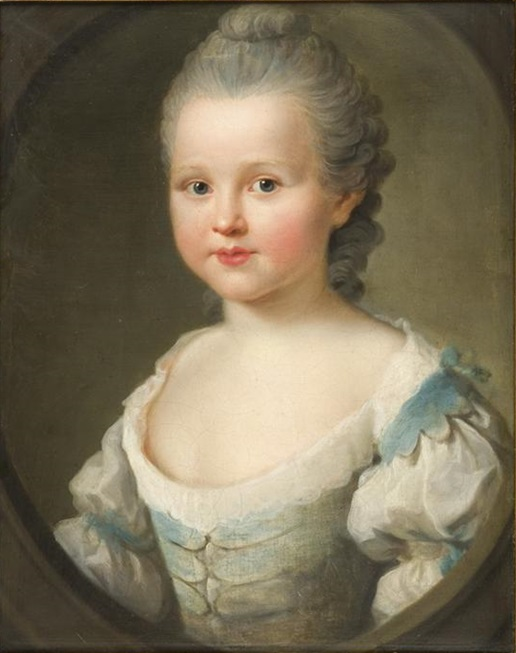
Maria Amalia jako księżniczka Palatynatu
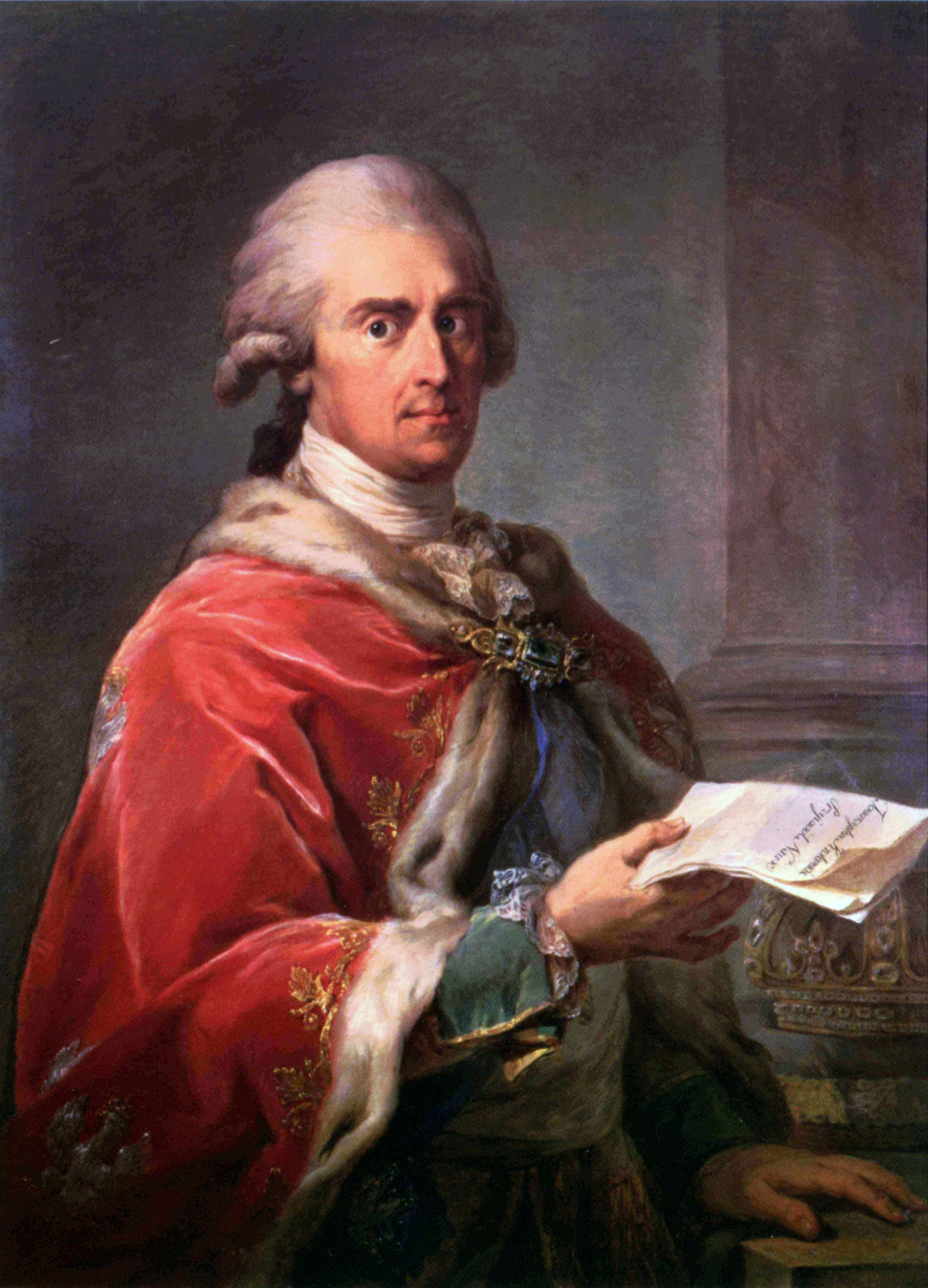
Fryderyk August Wettyn (mąż Marii Amalii), obraz pędzla Marcello Bacciarellego
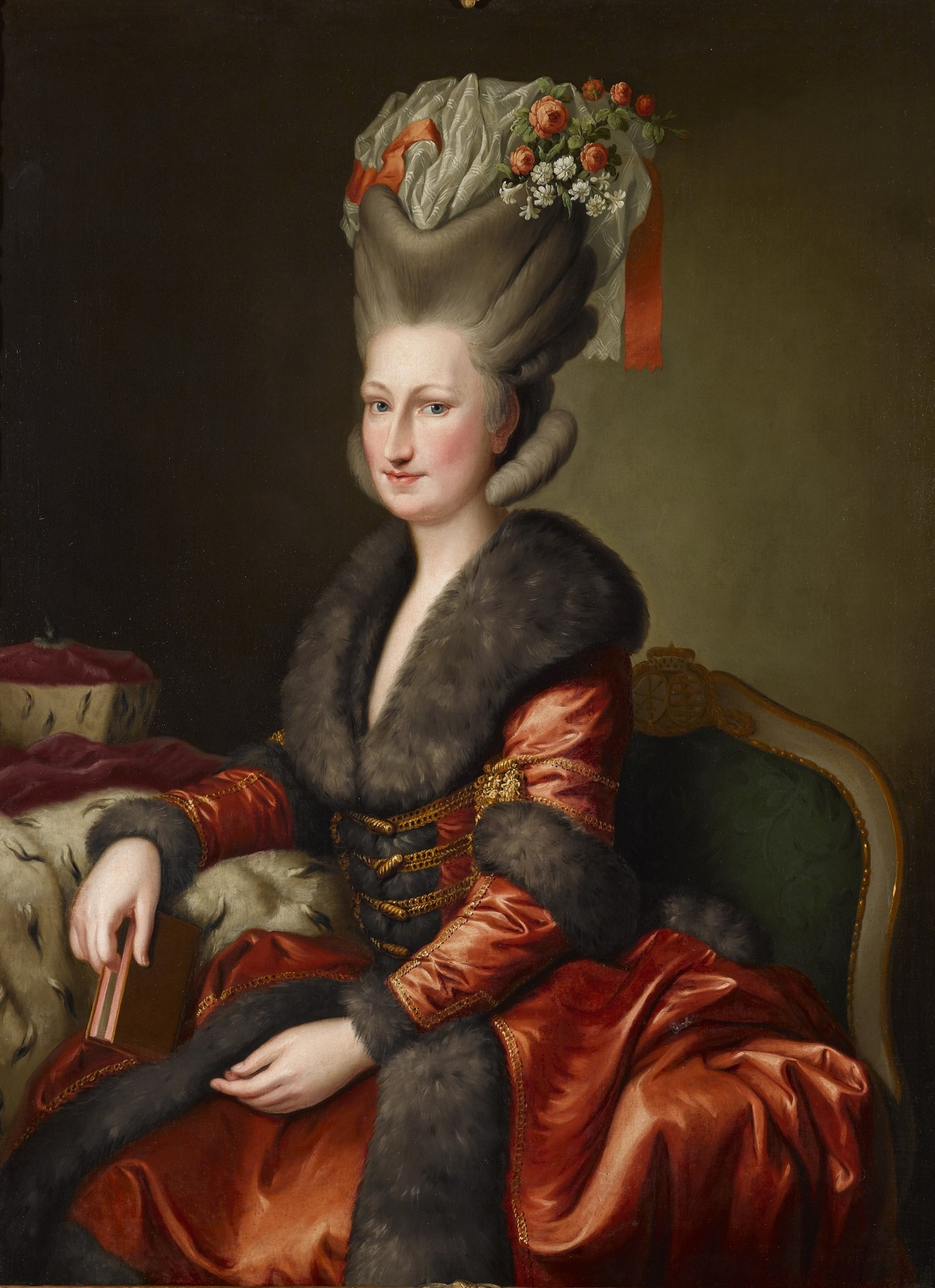
Maria Amalia jako księżna elektorowa Saksonii
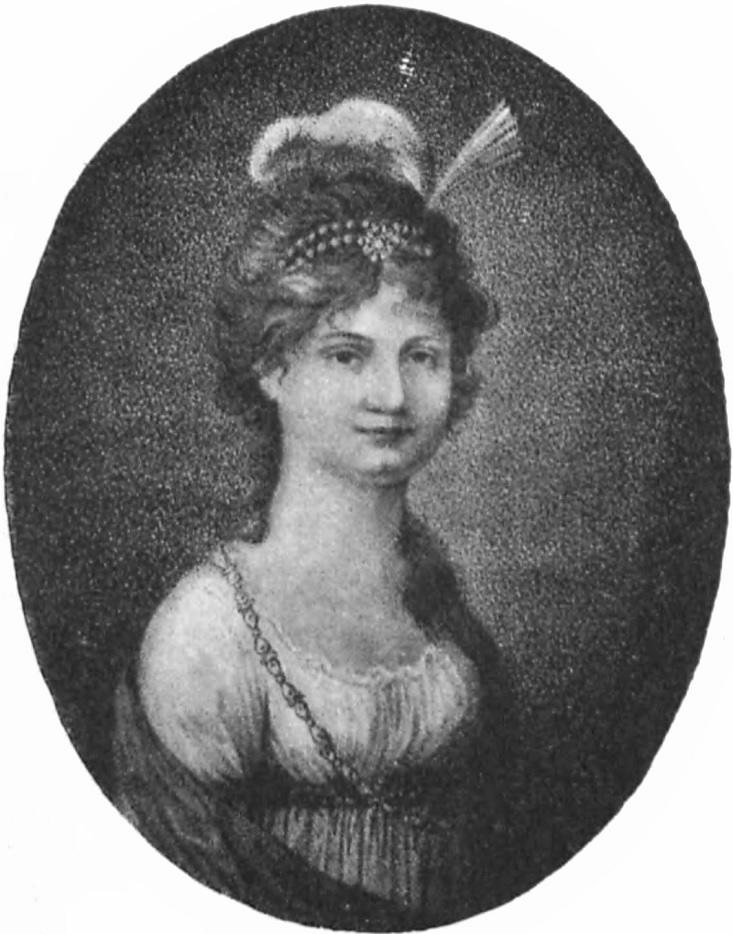
Maria Augusta Wettyn (córka Marii Amalii) jako infantka polska
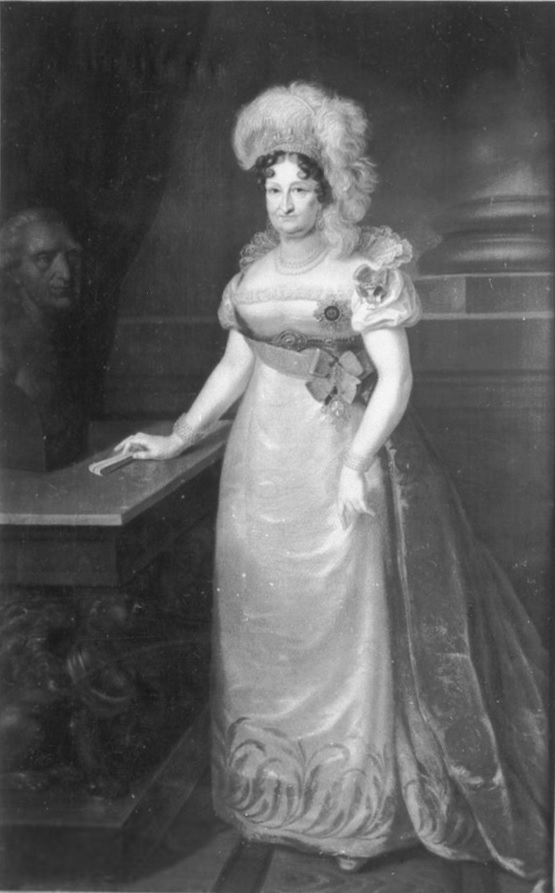
Maria Amalia jako królowa Saksonii

## Genealogia
| Prapradziadkowie               | Christian I Wittelsbach (Pfalz-Birkenfeld) (1598-1654) ∞1630 Magdalena Wittelsbach (Pfalz-Zweibrücken-Veldenz) (1607-1648) | Jan Jakub Rappoltstein (?-?) ∞? Anna Klaudia Salm-Kyrburg (?-?)                                                            | Gustaw Adolf Nassau-Saarbrücken (1632-1677) ∞1662 Eleonora Klara Hohenlohe-Neuenstein (1632-1709)                          | Henryk Fryderyk Hohenlohe-Langenburg (?-?) ∞? Julianna Dorota Castell-Remlingen (?-?)                                      | Christian Wittelsbach (Pfalz-Sulzbach) (1622-1708) ∞1649 Amalia Nassau-Siegen (1613-1669)                                  | Wilhelm Hesse-Rotenburg (1648-1725) ∞1669 Maria Anna Löwenstein-Wertheim (1652–1688)                                       | elektor Palatynatu Filip Wilhelm Wittelsbach (1615-1690) ∞1653 Elżbieta Amalia Hessen-Darmstadt (1635-1709)                | Bogusław Radziwiłł (1620-1669) ∞1665 Anna Maria Radziwiłłówna (1640-1667)                                                  |
| Pradziadkowie                  | Christian II Wittelsbach (Pfalz-Birkenfeld) (1637-1717) ∞1667 Katarzyna Agata Rappoltstein (1648–1683)                     | Christian II Wittelsbach (Pfalz-Birkenfeld) (1637-1717) ∞1667 Katarzyna Agata Rappoltstein (1648–1683)                     | Ludwik Nassau-Saarbrücken (1663-1713) ∞1699 Filipina Hohenlohe-Langenburg (1679-1751)                                      | Ludwik Nassau-Saarbrücken (1663-1713) ∞1699 Filipina Hohenlohe-Langenburg (1679-1751)                                      | Teodor Wittelsbach (Pfalz-Sulzbach) (1659-1732) ∞1692 Maria Hessen-Rotenburg-Rheinfels (1675-1720)                         | Teodor Wittelsbach (Pfalz-Sulzbach) (1659-1732) ∞1692 Maria Hessen-Rotenburg-Rheinfels (1675-1720)                         | elektor Palatynatu Karol III Filip Wittelsbach (1661-1742) ∞1688 Ludwika Karolina Radziwiłłówna (1667-1695)                | elektor Palatynatu Karol III Filip Wittelsbach (1661-1742) ∞1688 Ludwika Karolina Radziwiłłówna (1667-1695)                |
| Dziadkowie                     | Christian III Wittelsbach (Pfalz-Zweibrücken) (1674-1735) ∞1719 Karolina Nassau-Saarbrücken (1704–1774)                    | Christian III Wittelsbach (Pfalz-Zweibrücken) (1674-1735) ∞1719 Karolina Nassau-Saarbrücken (1704–1774)                    | Christian III Wittelsbach (Pfalz-Zweibrücken) (1674-1735) ∞1719 Karolina Nassau-Saarbrücken (1704–1774)                    | Christian III Wittelsbach (Pfalz-Zweibrücken) (1674-1735) ∞1719 Karolina Nassau-Saarbrücken (1704–1774)                    | Józef Karol Wittelsbach (Pfalz-Sulzbach) (1694-1729) ∞1717 Elżbieta Augusta Wittelsbach (1693-1728)                        | Józef Karol Wittelsbach (Pfalz-Sulzbach) (1694-1729) ∞1717 Elżbieta Augusta Wittelsbach (1693-1728)                        | Józef Karol Wittelsbach (Pfalz-Sulzbach) (1694-1729) ∞1717 Elżbieta Augusta Wittelsbach (1693-1728)                        | Józef Karol Wittelsbach (Pfalz-Sulzbach) (1694-1729) ∞1717 Elżbieta Augusta Wittelsbach (1693-1728)                        |
| Rodzice                        | Fryderyk Michał Wittelsbach (Pfalz-Birkenfeld) (1724-1767) ∞1746 Maria Franciszka Wittelsbach (Pfalz-Sulzbach) (1724-1794) | Fryderyk Michał Wittelsbach (Pfalz-Birkenfeld) (1724-1767) ∞1746 Maria Franciszka Wittelsbach (Pfalz-Sulzbach) (1724-1794) | Fryderyk Michał Wittelsbach (Pfalz-Birkenfeld) (1724-1767) ∞1746 Maria Franciszka Wittelsbach (Pfalz-Sulzbach) (1724-1794) | Fryderyk Michał Wittelsbach (Pfalz-Birkenfeld) (1724-1767) ∞1746 Maria Franciszka Wittelsbach (Pfalz-Sulzbach) (1724-1794) | Fryderyk Michał Wittelsbach (Pfalz-Birkenfeld) (1724-1767) ∞1746 Maria Franciszka Wittelsbach (Pfalz-Sulzbach) (1724-1794) | Fryderyk Michał Wittelsbach (Pfalz-Birkenfeld) (1724-1767) ∞1746 Maria Franciszka Wittelsbach (Pfalz-Sulzbach) (1724-1794) | Fryderyk Michał Wittelsbach (Pfalz-Birkenfeld) (1724-1767) ∞1746 Maria Franciszka Wittelsbach (Pfalz-Sulzbach) (1724-1794) | Fryderyk Michał Wittelsbach (Pfalz-Birkenfeld) (1724-1767) ∞1746 Maria Franciszka Wittelsbach (Pfalz-Sulzbach) (1724-1794) |
| Amalia Wittelsbach (1752-1728) | | | | | | | | |